# Ramal C8 del Ferrocarril Belgrano
El Ramal C8 pertenece al Ferrocarril General Belgrano, Argentina.

## Ubicación
Se halla en las provincias de Salta, Santiago del Estero y Tucumán.

## Características
Es un ramal de la red de trocha angosta del Ferrocarril General Belgrano, cuya extensión es de 159 km entre las cabeceras Rosario de la Frontera y Las Cejas. Corre paralelo a la Ruta Nacional 34.
El ramal se encuentra abandonado y sin operaciones. Solo se encuentran activas las vías en sus cabeceras, por la cual transitan trenes de carga de la empresa estatal Trenes Argentinos Cargas. En mayo de 2019 comenzó una obra de reconstrucción de la infraestructura completa de vía (terraplén, piedra balasto, durmientes, rieles y fijaciones) entre las localidades de Rosario de la Frontera (Salta) y Gobernador Garmendia (Tucumán) su inauguración estaba proyectada para el tercer trimestre de 2020.